# Alex Riley (catcheur)
Pour les articles homonymes, voir Alex Riley.
Kevin Kiley, Jr., né le 28 avril 1981 à Fairfax Station (Virginie), plus connu sous le nom d'Alex Riley, est un catcheur (lutteur professionnel) et un commentateur de catch américain. Il est essentiellement connu pour son travail à la World Wrestling Entertainment (WWE).
Il est le fils du commentateur sportif Kevin Kiley (en) et signe un contrat avec la WWE en 2007. Il rejoint la Florida Championship Wrestling (FCW), le club-école de la WWE, où il apprend le catch.

## Jeunesse
Il étudie au Boston College où il joue au sein de l'équipe de football américain des Eagles.

## Carrière

### World Wrestling Entertainment (2007-2016)

#### Florida Championship Wrestling (2007-2010)
Il signe un contrat de développement en 2007 avec la World Wrestling Entertainment et part à la Florida Championship Wrestling (FCW), le club-école de la fédération. Il dispute son premier match le 30 octobre et perd son premier match face à Shawn Osbourne. En 2008, il change de nom de ring pour Carson Oakley. Il a affronté le champion poids-lourds de Floride de la FCW Sheamus O'Shaunessy dans un match de championnat qu'il a perdu le 30 octobre. Il devient avec Scotty Goldman challenger au Championnat par équipes de la FCW de la Hart Dynasty mais perdent leur match le 20 novembre. Il change de nom de ring pour Alex Riley.
En 2009, il devient l'adjoint du manager général Abraham Washington et obtient un match pour le titre du Championnat poids-lourds de la FCW. Il perd en août 2009 un Triple Threat match contre le champion Tyler Reks et Johnny Curtis.
Le 18 mars 2010, il remporte pour la première fois le Championnat poids-lourds de la FCW dans un Triple Threat match comprenant le champion Justin Gabriel et Wade Barrett. Le 30 mai, Alex Riley bat Justin Gabriel pour conserver son titre. Il perd son titre le 22 juillet contre Mason Ryan dans un Triple Threat match comprenant aussi Johnny Curtis.

#### Débuts et alliance avec The Miz (2010-2011)
Alex Riley participe à la 2e saison de WWE NXT, ayant pour pro The Miz.
Il bat Kaval lors de son premier match. Quelques semaines après, il perd avec Titus O'Neil et Eli Cottonwood face à Lucky Cannon, Michael McGillicutty et Kaval après que ce dernier lui porte son Warrior Way. Plus tard dans la soirée, il se classe 4e du premier Pro’s Poll de NXT saison 2. Lors du deuxième vote, il est 3e. Le 9 août, à Raw, il gagne un 6-man tag team match avec Husky Harris et Michael McGuillicuty contre Kaval, Percy Watson et Lucky Cannon. Le lendemain, il gagne le power punch challenge qui lui donne le droit d'apparaître, la semaine suivante, à Raw. Il perd ensuite le 6-man tag team rematch de la nuit précédente. Lors du vote de la même soirée, il est numéro 5 du classement. Le 16 août, à Raw, il attaque Daniel Bryan. Lors de la finale de NXT, il arrive 3e au classement général. Plus tard, lui et les autres Rookies attaquent violemment Kaval.

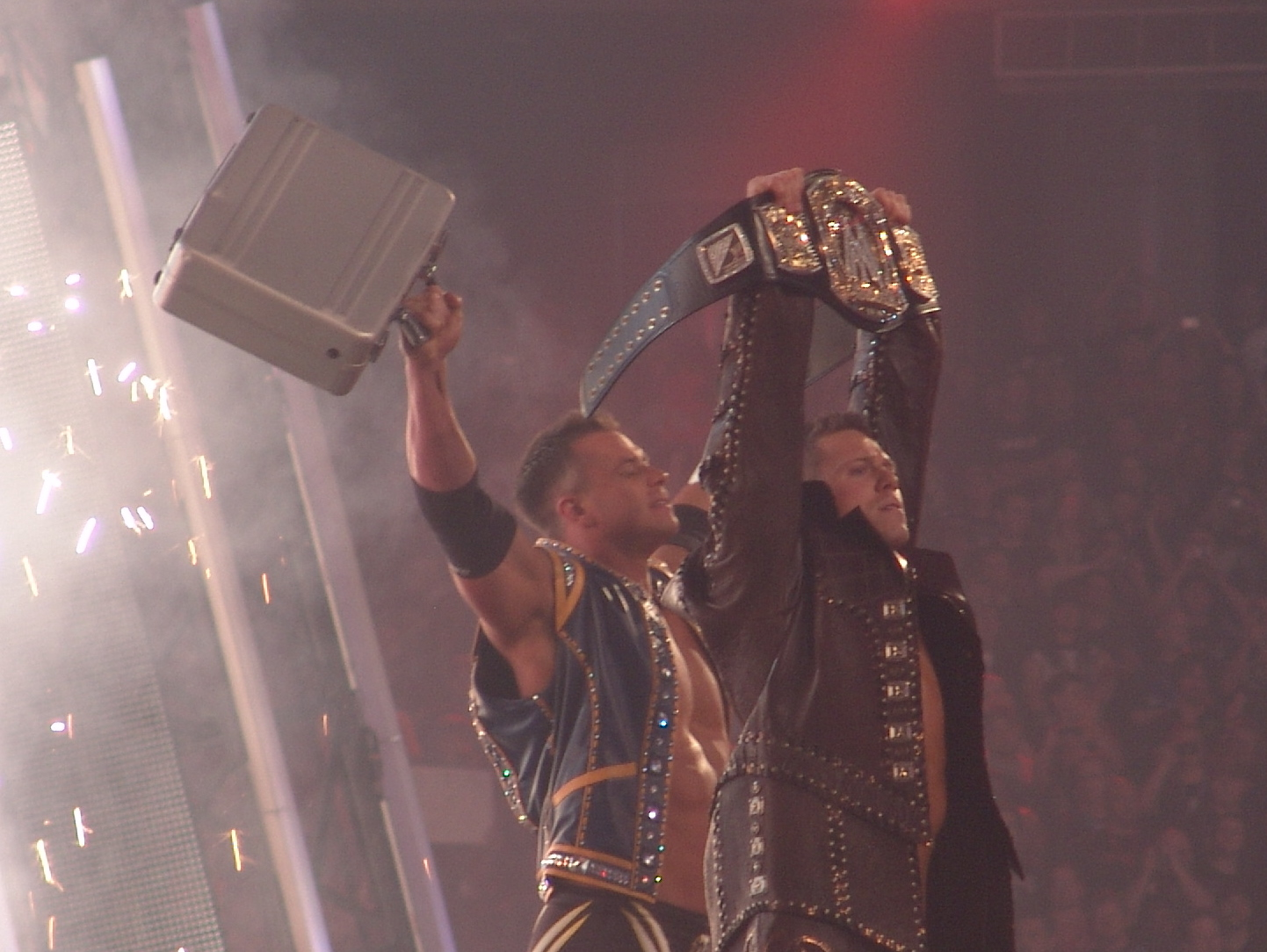
The Miz (à droite) et Alex Riley (à gauche) lors de Wrestlemania XXVII.

Lors du mois de septembre, après son élimination de NXT, Riley commence à apparaître aux côtés du Miz en tant que manager. Il aide The Miz à gagner ses matchs pendant les mois qui suivent, et prend sa place dans certains matchs, notamment au King of the Ring et au Royal Rumble. Il quitte son poste de manager du Miz le 28 février 2011 à la suite d'une défaite face à John Cena dans un Steel Cage Match qui avait comme stipulation de renvoi de Riley en tant que manager du Miz en cas de défaite. Néanmoins, il reste à la WWE en tant que Consultant en communication. Lors de WrestleMania XXVII, il est aux abords du ring lors du main event qui oppose John Cena face au Miz pour le Championnat de la WWE. Le match sera gagné par The Miz.
Au lendemain du draft 2011, il est transféré à SmackDown à la suite du draft complémentaire du 26 avril. Il continue néanmoins d'intervenir en faveur de son mentor, notamment lors des deux matchs où The Miz tente de récupérer le Championnat de la WWE détenu par John Cena, d'abord le lendemain d'Extreme Rules 2011, le 2 mai, où il donne la ceinture au Miz pour qu'il frappe Cena avec, puis lors d'Over the Limit 2011 dans un « I Quit » match.

#### Rivalité avec The Miz (2011)
Lors du Raw du 23 mai, The Miz l'accuse de l'avoir fait perdre, le renvoie, puis le frappe. Une bagarre éclate entre les deux hommes. Il est acclamé par la foule, et devient ainsi face. Lors de Capitol Punishment, il bat The Miz.
À Raw, le 20 juin, il fait équipe avec John Cena et Randy Orton contre The Miz, R-Truth et Christian dans un 6-Man Tag Team Match où la stipulation est choisi par les fans, il s'agira d'un match à élimination. Il se fait éliminer par Christian après un Skull-Crushing Finale du Miz, mais son équipe remporte le match. Le 27 juin, il bat The Miz et Jack Swagger dans un Tornado Tag Team Match, où il faisait équipe avec Rey Mysterio. Lors de Money in the Bank (2011), il participe au Money in the Bank Ladder match de Raw, mais ne remporte pas le match. Lors du Raw suivant, il participe à un tournoi pour devenir le nouveau Champion de la WWE. Il se fait éliminer par The Miz au premier tour. Il obtient un match de championnat pour le Championnat des États-Unis à Night of Champions 2011 face à John Morrison, Jack Swagger et le champion Dolph Ziggler, mais Ziggler parvient à conserver son titre.

#### Débuts en solo (2011-2013)
Pendant la fin de l'année 2011, il fait une série de matchs contre Michael McGillicutty à Superstars.
Depuis le début de l'année 2012, il enchaine une série de 14 défaites consécutives qui prend fin le 2 mai à NXT lors d'un match en équipe avec Tyson Kidd contre JTG et Johnny Curtis. Après deux mois d'absence, il fait son retour lors du SmackDown du 3 juillet et participe à un match de qualification pour le Money in the Bank (2012) qu'il perd face à Dolph Ziggler. Il a depuis repris sa série de défaites. Lors du Raw du 6 août, il arrête sa série de défaites en gagnant face à Dolph Ziggler grâce à une distraction de Chris Jericho avec un Roll-Up. Il est ensuite absent durant plusieurs mois à la suite de blessures au coude et au genou.
Il fait son retour lors d'un house show le 18 janvier 2013 en perdant contre Jack Swagger.
Lors du NXT du 30 janvier, Derrick Bateman et lui perdent contre Kassius Ohno et Leo Kruger lors du premier tour du tournoi pour les WWE NXT Tag Team Championship. Le 13 février à NXT, il perd contre Corey Graves. Lors du Main Event du 17 avril, il participe à Battle Royal Match pour devenir le challenger n°1 au WWE Intercontinental Championship, mais c'est Justin Gabriel qui s'y impose.
Il fait son retour lors du WWE Superstars du 16 mai 2013 où il perd contre Cody Rhodes.

#### Commentateur (2013-2015)
Depuis le départ de Matt Striker à la WWE, Alex Riley a repris le rôle de celui-ci. Il fait ses débuts lors des enregistrements de WWE Superstars du 27 juin 2013 pour commenter les shows. En août 2013, il rejoint le roster de NXT en tant que commentateur.

#### Retour dans le ring et renvoi (2015-2016)
Le 11 mars, Alex Riley bat CJ Parker dans son premier match télévisé depuis 2013. La semaine suivante, il perd contre Kevin Owens, le champion NXT.[réf. nécessaire]
Le 27 janvier 2016, il fait son retour à la NXT après huit mois d'inactivité à la suite d'une blessure, il bat Bull Dempsey. Le 25 mars, il l'emporte face à Elias Samson. Le 31 mars, il s'incline face à Apollo Crews.
Le 2 avril 2016 lors du 3ème jour de Wrestlemania Axxess, il bat Riddick Moss.
Le 6 mai 2016, la WWE annonce sur son site officiel le renvoi d'Alex Riley.
Le 11 mai 2016, il dispute son dernier match à la NXT face à Shinsuke Nakamura, match qu'il perd.

### Circuit Indépendant (2022-...)
Le 8 décembre 2022, il fait son retour dans le monde du catch après 6 ans d'absence à la Create A Pro Wrestling en gagnant avec Tyrus contre VBU (Dante Drago & Jack Tomlinson).

### National Wrestling Alliance (2023-...)
Le 4 février 2023, la National Wrestling Alliance annonce qu'il fera ses débuts le 11 février à NWA Nuff Said contre EC3.

## Palmarès
- Florida Championship Wrestling
  - 1 fois FCW Florida Heavyweight Champion
- Pro Wrestling Illustrated

| Année | 2010 | 2011 | 2012 |
| Rang  | 201  | 106  | 171  |